# Shinko Electric
Shinko Electric war ein japanischer Hersteller von Automobilen.

## Unternehmensgeschichte
Das Unternehmen mit Sitz in Kōbe gehörte bis 1949 zu Kobe Steel und wurde danach abgespalten. Es stellte überwiegend Gabelstapler her. Ab 1940 entstanden auch Lastkraftwagen sowie ab 1950 Personenkraftwagen. Der Markenname lautete Shinko. 1951 endete die Produktion.

## Fahrzeuge
Das Unternehmen beschränkte sich auf Fahrzeuge mit Elektromotor. Der Koreakrieg, der im Juni 1950 begann, verursachte einen deutlichen Preisanstieg bei Blei und somit bei Batterien. Damit waren Elektroautos preislich nicht mehr konkurrenzfähig.
Die Lkw waren Frontlenker.
Der SK-1 entstand in Zusammenarbeit mit Kanto Auto Works. Er war als Kastenwagen und Kleinbus erhältlich. Zwischen 1950 und 1951 wurden 18 Fahrzeuge gefertigt.
Ebenfalls zwischen 1950 und 1951 gab es eine Limousine mit Ähnlichkeit zum SK-1, wobei unklar bleibt, ob es zu einer Serienproduktion kam. Der Elektromotor leistete 4 PS.  Der Radstand betrug 208 cm und die Fahrzeuglänge 382 cm.